# Luca Zidane
Luca Zinedine Zidane (født  13. maj 1998) er en fransk fodboldspiller som er målmand for den spanske klub Granada CF. Luca Zidane er søn af den tidligere fodboldlegende Zinedine Zidane.
 Der er for få eller ingen kildehenvisninger i denne artikel, hvilket er et problem. Du kan hjælpe ved at angive troværdige kilder til de påstande, som fremføres i artiklen.

| Fodbold | Spire Denne artikel om fodbold er en spire som bør udbygges. Du er velkommen til at hjælpe Wikipedia ved at udvide den. |